# Лабиш Вилиџ (Орегон)
Лабиш Вилиџ (енгл. Labish Village) насељено је место без административног статуса у америчкој савезној држави Орегон.

## Демографија
По попису из 2010. године број становника је 412, што је 36 (9,6%) становника више него 2000. године.
| Група             | 2000.       | 2010.       |
| Белци             | 158 (42,0%) | 122 (29,6%) |
| Афроамериканци    | 0 (0,0%)    | 1 (0,2%)    |
| Азијати           | 1 (0,3%)    | 0 (0,0%)    |
| Хиспаноамериканци | 197 (52,4%) | 276 (67,0%) |
| Укупно            | 376         | 412         |